# Пыльцеголовник крупноцветковый
Пыльцеголо́вник крупноцветко́вый (лат. Cephalanthéra damasónium) — травянистое растение; вид рода Пыльцеголовник (Cephalanthera) семейства Орхидные (Orchidaceae).

## Ботаническое описание

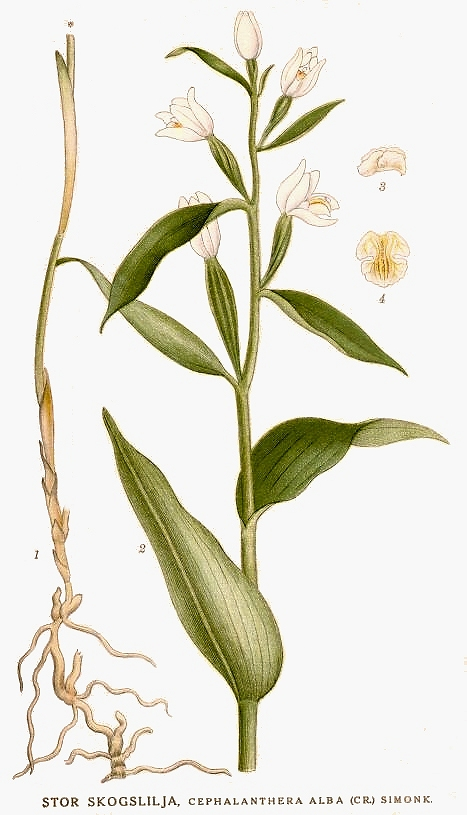

Многолетнее травянистое растение высотой 30—60 см. Листья яйцевидные, заострённые. Соцветие — рыхлая кисть, состоящее из 3—6 цветков. Цветки беловатого цвета. Цветёт в мае-июне. Плод — коробочка.
Произрастает в лиственных лесах, на полянах, в зарослях кустарников.

## Ареал
В России встречается на Кавказе и Краснодарском крае. За рубежом обитает в Средней и Атлантической Европе, Средиземноморье, Малой Азии.

## Охранный статус
Редкий вид. Занесён в красные книги России и ряда регионов РФ. Вымирает в связи с антропогенным воздействием в местах своего произрастания и сбора растений на букеты.